# Sci alpino ai XVIII Giochi olimpici invernali - Supergigante femminile
Tra le competizioni dello sci alpino ai XVIII Giochi olimpici invernali di Nagano 1998 il supergigante femminile si disputò mercoledì 11 febbraio sulla pista Olympic Course II di Happo One; la statunitense Picabo Street vinse la medaglia d'oro e le austriache Michaela Dorfmeister e Alexandra Meissnitzer rispettivamente quella d'argento e quella di bronzo. La gara era originariamente in programma il 10 febbraio; fu rinviata a causa delle avverse condizioni meteorologiche.
Detentrice uscente del titolo era la statunitense Diann Roffe, che aveva vinto la gara dei XVII Giochi olimpici invernali di Lillehammer 1994 disputata sul tracciato di Kvitfjell precedendo la russa Svetlana Gladyševa (medaglia d'argento) e l'italiana Isolde Kostner (medaglia di bronzo); la campionessa mondiale in carica era la Kostner, vincitrice a Sestriere 1997 davanti alle tedesche Katja Seizinger e Hilde Gerg.

## Risultati
| Pos. | Pett. | Atleta                | Nazione              | Tempo   | Distacco |     |
| ---- | ----- | --------------------- | -------------------- | ------- | -------- | --- |
| 1    | 2     | Picabo Street         | Stati Uniti          | 1:18,02 |          |     |
| 2    | 18    | Michaela Dorfmeister  | Austria              | 1:18,03 | +0,01    |     |
| 3    | 5     | Alexandra Meissnitzer | Austria              | 1:18,09 | +0,07    |     |
| 4    | 6     | Regina Häusl          | Germania             | 1:18,27 | +0,25    |     |
| 5    | 10    | Renate Götschl        | Austria              | 1:18,32 | +0,30    |     |
| 6    | 11    | Katja Seizinger       | Germania             | 1:18,44 | +0,42    |     |
| 7    | 9     | Martina Ertl          | Germania             | 1:18,46 | +0,44    |     |
| 8    | 13    | Mélanie Suchet        | Francia              | 1:18,51 | +0,49    |     |
| 9    | 19    | Stefanie Schuster     | Austria              | 1:18,59 | +0,57    |     |
| 10   | 12    | Hilde Gerg            | Germania             | 1:18,59 | +0,57    |     |
| 11   | 8     | Isolde Kostner        | Italia               | 1:18,62 | +0,60    |     |
| 12   | 16    | Varvara Zelenskaja    | Russia               | 1:18,72 | +0,70    |     |
| 13   | 30    | Svetlana Gladyševa    | Russia               | 1:18,82 | +0,80    |     |
| 14   | 15    | Carole Montillet      | Francia              | 1:18,88 | +0,86    |     |
| 14   | 14    | Pernilla Wiberg       | Svezia               | 1:18,88 | +0,86    |     |
| 16   | 25    | Régine Cavagnoud      | Francia              | 1:18,91 | +0,89    |     |
| 17   | 24    | Kristine Kristiansen  | Norvegia             | 1:19,02 | +1,00    |     |
| 18   | 17    | Florence Masnada      | Francia              | 1:19,03 | +1,01    |     |
| 19   | 1     | Ingeborg Helen Marken | Norvegia             | 1:19,16 | +1,14    |     |
| 20   | 29    | Mélanie Turgeon       | Canada               | 1:19,20 | +1,18    |     |
| 21   | 7     | Heidi Zurbriggen      | Svizzera             | 1:19,22 | +1,20    |     |
| 22   | 21    | Bibiana Perez         | Italia               | 1:19,47 | +1,45    |     |
| 23   | 20    | Barbara Merlin        | Italia               | 1:19,64 | +1,62    |     |
| 24   | 26    | Mojca Suhadolc        | Slovenia             | 1:19,66 | +1,64    |     |
| 25   | 28    | Trude Gimle           | Norvegia             | 1:19,71 | +1,69    |     |
| 26   | 33    | Janica Kostelić       | Croazia              | 1:19,77 | +1,75    |     |
| 27   | 34    | Kate Pace             | Canada               | 1:19,89 | +1,87    |     |
| 28   | 4     | Karen Putzer          | Italia               | 1:20,16 | +2,14    |     |
| 29   | 31    | Kathleen Monahan      | Stati Uniti          | 1:20,25 | +2,23    |     |
| 30   | 22    | Špela Bračun          | Slovenia             | 1:20,29 | +2,27    |     |
| 31   | 27    | Corinne Rey-Bellet    | Svizzera             | 1:20,31 | +2,29    |     |
| 32   | 32    | Jonna Mendes          | Stati Uniti          | 1:20,35 | +2,33    |     |
| 33   | 35    | Anna Larionova        | Russia               | 1:20,61 | +2,59    |     |
| 34   | 23    | Catherine Borghi      | Svizzera             | 1:20,69 | +2,67    |     |
| 35   | 36    | Lucie Hrstková        | Rep. Ceca            | 1:21,74 | +3,72    |     |
| 36   | 37    | Kumiko Kashiwagi      | Giappone             | 1:21,89 | +3,87    |     |
| 37   | 40    | Olesja Alieva         | Russia               | 1:22,00 | +3,98    |     |
| 38   | 38    | Tamara Schädler       | Liechtenstein        | 1:22,90 | +4,88    |     |
| 39   | 43    | Arijana Boras         | Bosnia ed Erzegovina | 1:24,48 | +6,46    |     |
| 40   | 39    | Mónika Kovács         | Ungheria             | 1:24,77 | +6,75    |     |
| 41   | 41    | Carola Calello        | Argentina            | 1:25,08 | +7,06    |     |
|      | 3     | Kirsten Clark         | Stati Uniti          | DNF     | DNF      | DNF |
|      | 44    | Julija Krygina        | Kazakistan           | DNF     | DNF      | DNF |
|      | 42    | Simona Pastinaru      | Romania              | DNS     | DNS      | DNS |

Legenda:

DNF = prova non completata

DNS = non partita

Pos. = posizione

Pett. = pettorale
Ore: 13.00 (UTC+9)

Pista: Olympic Course II

Partenza: 1 486 m s.l.m.

Arrivo: 899 m s.l.m.

Lunghezza: 2 115 m

Dislivello: 587 m

Porte: 31

Tracciatore: Leonid Mel'nikov (Russia)